# 今橋合戦
今橋合戦（いまはしかっせん）は、戦国時代に三河国渥美郡（愛知県豊橋市）にあった今橋城（後の吉田城）をめぐる戦い。
永正3年（1506年）に駿河・遠江の戦国大名今川氏の軍勢が東三河の国人領主牧野古白を今橋城に攻めたものが知られている。この戦いで今川方が勝利し古白は戦死した。今川氏はこれに続く西三河の松平家を征討する際にも、この戦いで得た今橋城を拠点として利用した。
また、異説にこの合戦で松平家が今川方の牧野氏を今橋城に攻めて落城させたという説もある。

## 概要
- 以下の各節の月日は特に（）書きで指定のないものは全て旧暦である。

### 背景
当時、西三河に鼠算式に一族を分派し、伊勢宗瑞の本家である京都伊勢氏にまで出仕していた岩津松平氏の一族が吉良氏や今川氏の麾下にある国人層を圧迫していた。
さらに東三河では宝飯郡から渥美郡に新たな勢力を築こうとする今橋城主・牧野古白と、渥美郡の支配力を高めようとしていた田原城主・戸田憲光が所領を巡って勢力争いを起こしていた｡『藩翰譜』の松平（戸田）氏の項に「（戸田）弾正忠憲光、田原にあり。同国今橋の住人牧野入道古柏と互ひに地を争ふ」と記す。そこで戸田氏は、「牧野氏が西三河の松平氏へ内通している」と今川氏に讒訴。これをきっかけに今川氏がにわかに戸田氏に加勢して、今橋攻めに発展したという。
もっとも、『豊橋市史』は戸田氏の密告説には肯定的だが、今川氏の戸田氏加勢の部分は疑わしいとしている。

### 経過
今川氏親は叔父の伊勢宗瑞（当時すでに足利茶々丸を滅ぼして伊豆国を平定し、相模国小田原城も奪取していたが、甥である今川氏親の重臣としての活動も続いていた）総大将として三河征討を図り、永正3年7月（新暦8月）支配下の駿河・遠江・東三河の3ヶ国1万余名の軍勢（一説に5ヶ国の軍勢）を東三河に派遣、同年8月には今橋城を重囲した。中途、城主・牧野古白側の弁明あるいは和睦の動きもあったが今川氏はこれを許さず、9月から10月には本格的な攻防戦が行われ、同年11月初めには落城、古白は自害した。

### 戦後
今川軍は引き続いて、帰服した東三河の諸勢をも押し立てて西三河に乱入、松平氏制圧を目指した。しかし松平氏が善戦した上に、遠征中の今川軍の背後を松平氏の縁戚であった戸田氏が脅かしたために、伊勢宗瑞は目的を果たさず今川領に撤退した。
一説に、この時の松平軍の追撃が東三河にまで伸びたため、攻撃対象となった今橋城も陥落させられたという。その結果、今橋の牧野家は衰退し、替わって田原戸田氏が今橋城を含む渥美郡北部の支配力を高めた。また今橋牧野氏の残党は尾張の知多半島や田原領に逃亡し、その後は今橋城奪還の機会を窺う。一方、西三河での松平氏は、長親の武名が上がり安城松平家の求心力を増したという。

## 諸説

### 今橋方への援兵に関して
この時の今橋合戦に同族の牛久保牧野氏からも援軍として牧野新二郎（新三郎とも）が後詰めに出陣したが敗北にともない散兵を収めて牛久保に帰陣したとの記述もある（『牛窪密談記』）。一方、西三河の松平長親が今川氏進攻の急報に接し、援兵を東三河に送ったとの記述もある。長親は援兵を宝飯郡の八幡（愛知県豊川市八幡町）に派遣、後陣を西三河の大平河（岡崎市大平町付近）に置いたが東三河勢が大敗したとの報を受け大平河の松平軍が大いに動揺した記述も見える（『三河海東記』）。

### 永正5年西三河進攻説
今川氏のこの三河進攻について今橋城攻めを永正3年とし、西三河進攻は永正5年（1508年）の出来事として区別する新行紀一等の考え方がある。この件につき、平野明夫は無年号11月11日付「伊達忠宗宛伊勢宗瑞書状」（『駿河伊達文書』）の「当方小勢」の記述が1万余という伊勢宗瑞引率の今川勢の規模と矛盾することから永正5年の西三河進攻以前にも、永正3年の今橋攻めに連続する今川氏の西三河進攻があったとする、永正3年・5年西三河2回進攻説を唱えている。なお、永正3年11月15日付「桑子妙源寺宛今川氏親制札」（『妙源寺文書』）が存在し、今橋合戦の結果として今川氏の勢力または影響が永正3年には西三河の岡崎市付近に及んだことが指摘されている。
「実隆公記」　永正五年十一月七日条に、三条西実隆が三河国での今川方敗退を聞くという記述がある。
七日、辛丑、晴、（中略）大隈来、参川国去月駿河・伊豆衆敗軍事語之、

### 永正三河の乱
今川氏の今橋城攻め（今橋の戦い）から西三河松平氏征討の井田野合戦までを連続したものと捉え、また石巻城攻めや奥平氏の西三河細川（岡崎市細川町）進攻等の周辺の戦いもすべて含め「永正三河の乱」と総括する平野明夫の説がある。また平野は永正三河の乱の背景として、明応年間の室町幕府の動向に連動して将軍足利義材派に属した今川氏が足利義澄派の三河守護職細川成之に近い松平氏と対立していたことを挙げている。